# Ривду-Плаж
Ривду́-Плаж (фр. Rivedoux-Plage) — коммуна во Франции, находится в регионе Пуату — Шаранта на острове Ре. Департамент коммуны — Приморская Шаранта. Входит в состав кантона Сен-Мартен-де-Ре. Округ коммуны — Ла-Рошель. В коммуне берёт начало трёхкилометровый мост Иль-де-Ре, связывающий остров с континентальной Францией.
Код INSEE коммуны — 17297.

## Население
Население коммуны на 2010 год составляло 2302 человека.
| 1962 | 1968 | 1975 | 1982 | 1990 | 1999 | 2010 |
| ---- | ---- | ---- | ---- | ---- | ---- | ---- |
| 573  | 635  | 737  | 900  | 1163 | 1762 | 2302 |

## Ссылки

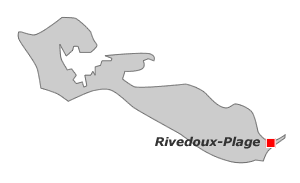
Местоположение коммуны на острове Ре